# Działdowo (stad)
Działdowo (Duits: Soldau) is een stad in het Poolse woiwodschap Ermland-Mazurië, gelegen in de powiat Działdowski. De oppervlakte bedraagt 11,13 km², het inwonertal 20.830 (2005).

## Geschiedenis
De Duitse Orde richtte in 1306 hier een burcht op waarbij een handelsnederzetting ontstond van kolonisten uit Thüringen en Saksen. Ridder Günther von Hohnstein verleende stadsrechten maar deze bevestiging was niet voldoende om te voorkomen dat een Litouws-Pools leger in 1409 de burcht en de stad afbrandden. De burgers erkenden tijdens de Dertienjarige Oorlog tussen de Orde en de Poolse koning rond 1450 de laatste als hun heer. Toen de Orde de Poolse koning ook als soeverein erkende, kreeg ze de stad terug en ze behield haar ook toen in 1525 uit de Orde het seculiere - lutherse - hertogdom Pruisen ontstond, en later de provincie Oost-Pruisen.
Na een tijdelijke bezetting door de Zweedse koning Gustav Adolf in 1656 volgden de Tataren die weinig van de stad en haar bewoners overlieten. Stadsbranden in 1737 en 1748 maakten dat de stad zich net herstellen kon  en ontwikkeling moest wachten tot de moderne tijd wanneer Soldau een kruispunt wordt van de spoorlijnen Danzig (Gdánsk) – Warschau en Thorn (Torun) – Ortelsburg. Zodoende kon de stad een stapelplaats worden  voor landbouwproducten en daarbij een miitair-strategische betekenis kreeg. De bevolking groeide van 1.300 aan het begin van de eeuw tot 2.000 rond 1850 en verder naar bijna 5.000 in 1914. Daaronder waren ook veel Poolse arbeiders, zoals uit de aanwezigheid van 20% katholieken opgemaakt kan worden. De overige stedelingen waren lutheranen die Duits of Mazoerisch spraken. Ruim 75% gaf zich toen als Duitser op. Vanwege haar  strategische betekenis werd de stad en haar omgeving in 1919 aan Polen toegewezen. Ze mocht niet meedoen aan de door de Volkenbond georganiseerde volksstemming, die de nieuwe Pools-Duitse grenzen zou moeten bepalen.   
In 1939 bezette Duitsland Polen en werd de 5.000 inwoners tellende stad weer bij de provincie Oost-Pruisen gevoegd. De getalsverhoudingen tussen de Polen en Duitsers hadden zich in de Poolse periode omgekeerd maar nu werden veel Polen geïnterneerd of uitgewezen. In 1938 werd in de nabijheid een concentratiekamp opgericht, in eerste instantie voor psychiatrische patiënten, die door vergassing werden omgebracht. Daarna zijn in dit kamp 30.000 Polen geïnterneerd waarvan een derde omkwam door moedwillige verwaarlozing en executie. 
Eind januari kwamen Sovjettroepen in de stad die zij leegroofden en gedeeltelijk afbrandden. Voor zover niet gevlucht werden de Duitse inwoners verdreven (zie Verdrijving van Duitsers na de Tweede Wereldoorlog). De Poolse mochten blijven en kregen in de volgende jaren nieuwe medebewoners uit centraal Polen en Galicië (West-Oekraïne). 

## Geboren in Soldau
- Friedrich Wilhelm von Dunker (1791–1868), Pruisisch generaal
- Kuno Dewitz (1897–1960), Duits generaal

## Verkeer en vervoer
- Station Działdowo